# Spiritueller Tourismus
Spiritueller Tourismus ist eine Sammelbezeichnung für Reisen mit dem Ziel der Gewinnung von wie auch immer gearteten „spirituellen Erlebnissen“. Der Begriff wird sowohl in der Reisebranche als auch in der Religionspädagogik und der Pastoraltheologie verwendet. Letztere beiden berücksichtigen vor allem die Zunahme von Pilger- und Klosterreisen mit einem Akzent auf geistlichen, religiösen oder kirchlichen Inhalten.

## Begriffsetablierung
Spiritueller Tourismus ist ein verhältnismäßig junger Begriff, der wohl erstmals 2005 von dem neuseeländischen Baptisten-Pastor Steve Taylor verwendet wurde. Das Wirtschaftsministerium des Landes Sachsen-Anhalt konzipierte unter der Leitung von Christian Antz parallel dazu ein Projekt, um touristische Angebote mit religiösen und kirchlichen Inhalten zusammenzufassen. Damit sollte der in den 1980er und 1990er Jahren in Wissenschaft und Praxis benutzte Begriff des Religiösen Tourismus erweitert werden. Eine von Antz und Neumann-Becker herausgegebene Untersuchung „Spiritueller Tourismus in Sachsen-Anhalt“ führte auf der interdisziplinären Studienkonferenz Heilige Orte, Sakrale Räume, Pilgerwege der katholischen Thomas-Morus-Akademie 2006 die Bezeichnung Spiritueller Tourismus sowohl in der Theologie als auch in der Tourismusbranche ein. Damit begann vor allem im deutschsprachigen Raum in der kirchlichen und touristischen Öffentlichkeit die fachliche Diskussion um Thema und Begriff des Spirituellen Tourismus. Mit der Tagung Spiritualität und Tourismus der Deutschen Gesellschaft für Tourismuswissenschaft 2009 in Eichstätt hat sich der Begriff endgültig etabliert. Im englischsprachigen Raum hatte eine Konferenz, die vom 5. bis 7. April 2006 an der University of Lincoln abgehalten wurde, eine ähnliche Wirkung.

## Definitionen
Nach der Definition der Marburger Kunsthistorikerin Karin Berkemann bedeutet Spiritueller Tourismus „Geistlich und körperlich Reisen“. Eine ähnliche Definition lieferte der katholische Theologe Herbert Poensgen. Ihm zufolge ist Spiritueller Tourismus „jene Form des Reisens, der Erholung und des Ausspannens, die sich aus der Sehnsucht nach postmateriellen Werten, nach Heilserwartungen, Ganzheitsvorstellungen und einem Drang nach Übersinnlichem speist.“ Demgegenüber bezeichnet der Kölner Marktpsychologe Christoph B. Melchers Spirituellen Tourismus weitaus allgemeiner als ein „Familiärwerden mit dem Besonderen“, dessen Spannbreite vom Familienfoto vor der Statue einer bekannten Persönlichkeit bis zum Empfang eines Lebenssinnes reicht.

## Klassifizierung
Eine wissenschaftliche Analyse und Einordnung des Themas stößt auf vielerlei Hindernisse, wobei die Bewertung der Reisemotivation eine zentrale Rolle spielt. Es ist nahezu unmöglich, einen Reisenden nach dem Grad seiner religiösen Motivation zu befragen, um festzustellen, ob er ein religiöser oder nicht-religiöser Tourist ist. Abgesehen davon haben ursprünglich mit einer anderen Motivation Reisende gelegentlich ungeplant während ihrer Reise spirituelle Erlebnisse, die ab diesem Zeitpunkt den Charakter der Reise prägen (im Extremfall nach Art des legendären Damaskuserlebnisses des Christenverfolgers Saulus, der sich nach Aussagen der Bibel während einer Reise in den Apostel Paulus verwandelte). Unerwartete Veränderungen des Charakters einer Reise gibt es z. B. auch in Fällen, in denen Reisende durch am Ort des Aufenthalts gewonnene Eindrücke „spirituell überwältigt“ werden (Beispiel: das Jerusalem-Syndrom).
Die Mehrzahl der Pilger, die mit Ankunft im spanischen Santiago de Compostela den Jakobsweg gegangen sind, gibt an, aus religiösen Gründen diese Wanderung unternommen zu haben. Es werden sich aber auch Menschen finden, die aus anderen, nicht einfach zu klassifizierenden Motiven gepilgert sind. Es lassen sich allerdings bei den verschiedenen Reisearten Unterschiede feststellen.

### Reisearten
- Klosterurlaub
mehrtägige Aufenthalte in geistlichen Zentren wie Klöstern und Kommunitäten, in denen bewusst ein Bruch mit der Außenwelt gewünscht wird und spirituelle Angebote wie Meditation und Gesprächskreise nachgefragt werden.[7]

- Pilgerreisen
Wanderungen, die bewusst einzeln oder in kleinen Gruppen mit spirituellen Motiven unternommen werden. Es werden bewusst einfache Pilgerquartiere vorgezogen, die sich von kommerziellen Angeboten unterscheiden.[8] Eine besondere Bedeutung kommt dabei europaweit den Jakobswegen zu.[9][10]

- Wallfahrten
Traditionelle ein- oder mehrtägige Wanderungen, die in der Gruppe, z. B. mit der Kirchengemeinde zu kirchenrechtlich anerkannten Wallfahrtsorten unternommen werden. Sie sind jährlich wiederkehrend, oft mit der gleichen Route.[11]

- Kirchenbesuche
Als wichtigste Reiseart im spirituellen Tourismus sind bei einem Kirchenbesuch die Motivationen der Reisenden besonders heterogen. Religiosität, geschichtliches, kulturelles, architektonisches Interesse fließen zusammen.

- Religiöse Feste
Traditionelle Feste mit religiösem Charakter.[12]

- Stätten mit geschichtlich-religiösen Charakter
Orte, oft Geburtshäuser, die eng verknüpft sind mit dem Leben und Wirken einer Person, die im religiös-spirituellen Sinne bekannt war.[13]

- Reisen zu kirchlichen Großereignissen
Reisen, die zu kirchlichen Großereignissen wie Katholikentagen, Kirchentagen, Weltjugendtagen oder Europäischen Jugendtreffen der Gemeinschaft von Taizé unternommen werden.

- Friedhofstourismus
Reisen zu Friedhöfen, auf denen bekannte Persönlichkeiten begraben sind. Das bekannteste Beispiel ist die Begräbnisstätte des Musikers Jim Morrison auf dem Friedhof Cimetière du Père Lachaise in Paris. Das Kennenlernen der Friedhofskultur in verschiedenen Städten Europas wird durch die Europäische Route der Friedhofskultur gefördert.

## Trend oder Tradition?
Das religiöse Reisen kann insofern als Vorläufer heutiger touristischen Reise angesehen werden, als diese Reiseart, anders als Handels- oder Kriegsreisen, vielfach freiwilliger Natur war. Zwar war es im Mittelalter durchaus üblich, dass die Kirche „Sündern“ Pilgerreisen als Buße verordnete; den derart Gemaßregelten war es aber durchaus möglich, die Reise ohne gravierende Folgen zu unterlassen. Vor allem ab dem 13. Jahrhundert nahmen Wallfahrten zu. In dieser Zeit gab es in Europa über 10.000 Wallfahrtsorte. Mit der Reformation fanden religiöse Reisen in den protestantisch gewordenen Gebieten vorläufig ein Ende, doch mit der Gegenreformation blühten vor allem im katholischen Bayern zahlreiche wichtige Wallfahrtsorte wieder auf, wie Altötting oder Vierzehnheiligen. Wer heute an entsprechenden Reisen teilnimmt, pflegt also zumeist eine alte Tradition.
Viele Menschen, darunter auch Protestanten, suchen aber auch „nur“ Abstand und Besinnung bei Reisen, von denen sie sich einen wie auch immer gearteten „spirituellen Mehrwert“, meist jenseits organisierter Angebote etablierter Religionsgemeinschaften erhoffen. In vielen Fällen soll das Bedürfnis nach einer „freischwebenden Spiritualität“ erfüllt werden, die nach Auffassung des jeweils Reisenden nicht durch traditionelle Dogmen eingeengt werden soll. Diese Sichtweise ist nach Ansicht von Trendforschern Ausdruck von „Megatrends“, die sowohl zu einem starken Anstieg der Nachfrage auf den Sinnmärkten als auch in der Tourismusbranche führen sollen. Beide Wachstumsfaktoren können demnach im „spirituellen Tourismus“ zusammengeführt werden.
Eine Mischform stellt die Wahrnehmung von Angeboten etablierter Religionsgemeinschaften dar, ohne dass der Nachfrager danach alle damit eigentlich verbundenen Implikationen für sich akzeptiert. So werden neben Pilgerreisen (nicht nur auf dem Jakobsweg) auch zeitweilige Aufenthalte im Kloster von einer wachsenden Gruppe von Menschen nachgefragt, die keineswegs vorhaben, auf Dauer wie Mönche oder Nonnen zu leben oder ein Gelübde zu erfüllen. Es handelt sich hierbei neben älteren Menschen vermehrt auch um junge Menschen, Paare und Familien, die im Allgemeinen ein „normales“ weltliches Leben führen und zeitweilig den nötigen Abstand zu ihrem ansonsten sehr hektischen Leben oder (nach einem Schicksalsschlag oder einer Lebenskrise) Hilfe suchen. Von einem „Trend“ kann man dann reden, wenn Menschen zur Befriedigung derjenigen Bedürfnisse, die nicht von traditioneller Frömmigkeit gespeist werden, sich jederzeit andere als die traditionellen Wege zur Befriedigung dieser Bedürfnisse suchen können.
Diejenigen, denen es nicht in erster Linie darum geht, dass Traditionen erhalten bleiben, bewirken oft dennoch, dass alte Bräuche und Feste wieder aufleben, und auch unüblich gewordene Wallfahrten werden so wieder ins Leben gerufen.

## Einordnung
Spiritueller Tourismus muss als eigenständige Reiseart betrachtet werden. Zwar finden sich Elemente des Kulturtourismus oder des Wandertourismus, doch können diese nicht 1:1 übernommen werden. Insbesondere darf bei Pilgerwegen nicht der „sportliche“ Anreiz im Vordergrund stehen, nur durch große Anstrengung zu bewältigende physische Hindernisse zu überwinden. Die Struktur der spirituellen Reisen weist eine starke Heterogenität hinsichtlich Nachfrage und Angebot auf. Deshalb ist es schwierig eine religiöse von einer nicht-religiösen Reise zu unterscheiden. Wichtige Elemente sind u. a. die Trägerschaft der Angebote, die Bewusstmachung der Reise und die Besonderheit des Gast-Gastgeberverhältnisses, welches in der Regel nicht vom Kommerz geprägt ist und sich dadurch von herkömmlichen touristischen Angeboten unterscheidet.

## Kritik
Auf der Wittenberger Studienkonferenz äußerte sich Herbert Poensgen kritisch gegenüber dem „Plastikwort“ Spiritualität. Es gehöre in den Kontext einer postmodernen Loslösung des Spirituellen von konkreten Religionen, die im Sinne einer „freischwebenden Spiritualität“ dekonstruiert und deren Versatzstücke von jedem nach Belieben neu zusammengesetzt werden könnten. So werde Religion durch Religiosität ersetzt. Spiritualität ist für den Rostocker Theologieprofessor Thomas Klie „ein Containerbegriff für spätmoderne Religiosität. Und was in den Container kommt, entscheidet jeder Glaubende selbst.“ An dieser Art der „Respiritualisierung Deutschlands“ knüpfe der in Deutschland organisierte spirituelle Tourismus an.
Christoph Kühn von der Deutschen St. Jakobus-Gesellschaft kritisiert, dass diejenigen Pilger, die sich darüber empörten, dass es in Materialien über die Via Regia als ostdeutschen Abschnitt eines Jakobwegs einen Hinweis auf das Konzentrationslager Buchenwald gebe, den tieferen Sinn eines Pilgerns auf einem Jakobsweg nicht verstanden hätten. Papst Johannes Paul II. habe 1982 darauf hingewiesen, dass es beim Pilgern um die Nachfolge des Apostels Jakobus gehe. Der Apostel Jakobus werde in Santiago als Märtyrer verehrt, und was seine Nachfolge in letzter Konsequenz bedeuten könne (nicht bedeuten müsse), zeige das im Pilgerführer geschilderte Schicksal des evangelischen Märtyrers Paul Schneider in Buchenwald. Auch die Tatsache, dass es auf einem mitten durch den Weinort Osthofen verlaufenden „Pilgerweg“ keinen Hinweis auf das Konzentrationslager Osthofen gebe, hält Kühn für eine Fehlinterpretation der Idee des spirituellen Tourismus. Es gehe oft nur um die „eigenen Nöte und Sehnsüchte“ der Pilgernden sowie um das Bedürfnis nach Steigerung der Umsätze in der Tourismusbranche durch Vermeidung negativer Erlebnisse.
Auf einer Tagung des Thüringer Arbeitskreises Kirche und Tourismus wurde kritisiert, dass Maßnahmen im Spirituellen Tourismus oftmals von sachfremden Interessen geleitet seien und die Begriffe Jakobsweg und Pilgern dekontextualisiert als publikumswirksame Marken verwendet würden.
Die Oberösterreich Touristik GmbH behauptet, dass „[s]pirituelles Wandern […] im Unterschied zum Pilgern nicht religiös motiviert“ sei. Sie unterscheidet bei der Organisation ihrer Angebote streng zwischen „religiös geprägten, organisierten und professionell begleiteten Pilgerreisen in größeren Gruppen“ (den „religiös Motivierten“) und „spirituell Wandernden“, die „sich ihre Reise meist individuell“ organisierten und „alleine oder in kleinen Gruppen unterwegs“ seien. Eine derartige Abwertung von Reiseformen, die sich nicht an Vorgaben und Regeln der (im Falle Oberösterreichs: katholischen) Kirche halten, lehnt Christian Antz ab. Antz fordert, dass Organisatoren des spirituellen Tourismus die „Menschen dort abholen“ müssten, „wo sie stehen, und nicht dort, wo die christlichen Kirchen stehen“.